# 那加門前町
那加門前町（なかもんぜんちょう）は、岐阜県各務原市の地名。現行行政町名は那加門前町一丁目から那加門前町四丁目。

## 地理
各務原市の那加地区に属する。
町域の東部は那加桜町、西部は那加吾妻町、那加北栄町、那加栄町、那加南栄町、南部は那加楠町、那加大東町、三井北町、北部は那加東亜町、那加雲雀町である。
町名は岐阜農林専門学校（現・岐阜大学応用生物科学部）の校門に因む。
町域の北には名古屋鉄道各務原線、JR高山本線が通過する。
道路
- 那加メーンロード
- さくら通り

## 歴史
元々は稲葉郡那加村西市場外六ケ所大字入会地の一部である。1944年（昭和19年）2月11日、那加町西市場外六ケ所大字入会地の市街地の地域で字名の改称と地番変更がおこなわれ、門前町が成立。1963年（昭和38年）4月1日に各務原市の発足に伴い那加門前町に改称する。
那加門前町の地名の由来となった岐阜農林専門学校の後身である岐阜大学農学部は1982年（昭和57年）に、工学部は1981年（昭和56年）に移転。跡地は整備され、1988年（昭和63年）に各務原市民公園が開園した。

## 世帯数と人口
2024年（令和6年）10月1日現在の世帯数と人口は以下の通りである。
| 丁目             | 世帯数  | 人口  |
| ---------------- | ------- | ----- |
| 那加門前町一丁目 | 72世帯  | 150人 |
| 那加門前町二丁目 | 73世帯  | 164人 |
| 那加門前町三丁目 | 129世帯 | 276人 |
| 那加門前町四丁目 | 22世帯  | 46人  |
| 計               | 296世帯 | 636人 |

## 小・中学校の学区
市立小・中学校に通う場合、学区は以下の通りとなる。
| 番・番地等 | 小学校                   | 中学校               |
| ---------- | ------------------------ | -------------------- |
| 全域       | 各務原市立那加第二小学校 | 各務原市立桜丘中学校 |

## 主な施設
- 各務原市民公園
- 各務原市立中央図書館
- 各務原市歴史民俗資料館
- 各務原市埋蔵文化財調査センター
- 名古屋鉄道各務原線市民公園前駅
- 那加幼稚園
- 岐阜商工信用組合那加支店

## 交通
- 各務原線市民公園前駅